# Zobida colon
Zobida colon is een vlinder uit de familie van de spinneruilen (Erebidae). De wetenschappelijke naam van deze soort werd voor het eerst voorgesteld als Lithosia colon door Heinrich Benno Möschler in een publicatie uit 1872.
Deze soort komt voor in Djibouti, Zimbabwe en Zuid-Afrika.